# Dunsmuir (Kalifornija)
Dunsmuir je grad u američkoj saveznoj državi Kalifornija. Prema popisu stanovništva iz 2010. u njemu je živjelo 1,650 stanovnika.